# 83会
83会（はちさんかい）とは、2005年9月の第44回衆議院議員総選挙で初当選した自由民主党の新人議員によって構成されていた会である。名称は、この選挙で当選した新人議員（小泉チルドレン）の数にちなんでいる。

## 経緯
2005年9月30日の設立当初は任意団体だったが、2006年3月17日に政治団体として設立された。解散時点での代表は北村茂男、会計責任者は丹羽秀樹。設立時の代表は土屋正忠、歴代会計責任者は広津素子、土井真樹、長島忠美。
2005年9月総選挙で、期待されていなかったにもかかわらず、小泉純一郎首相の人気や、各候補者が自民党広報本部の意見を参考にしたパフォーマンスで、全く想定外の当選を果たした若手議員が多いとされる。そのため、次回の選挙で当選できるのは3分の1程度、と酷評する声が党内にも存在した。
一方で、それまで中央政界と無縁だったり、地縁血縁をあまり持たない者たちが、全国公募に応募して急遽出馬し当選を果たしたことから、既存の中央政界の常識に捉われることなく政治活動を行うことが期待された。
小泉自民党総裁・武部勤自民党幹事長は、彼らに対して、しばらく既存の派閥に属さないようにと指示したため、事実上の派閥として小泉派が旗揚げされたのではないか、と報道機関に注目された。しかし、2006年4月に会について紹介する書籍『UBUDAS』（メディアファクトリー）を出版した時点で、既に半数近くの議員が派閥に所属しており、選挙直後の結束は無く、『UBUDAS』は「83会の卒業アルバム」とまでいわれた。

## 活動

### 党改革の象徴として抜擢
小泉執行部は、当選直後から彼らを抜擢した。たとえば、総選挙直後の内閣改造に際して、片山さつきを経済産業大臣政務官に起用したり、2005年11月の党大会において、杉村太蔵に「立党50年宣言」を読み上げさせたりした。また、猪口邦子を第3次小泉改造内閣で内閣府特命担当大臣（少子化・男女共同参画）に起用した。
2006年4月の衆議院千葉7区補選では、武部幹事長の指揮の下、新人議員たちが党公認候補の応援に大量動員された。
また、小泉の退任を受けて2006年9月に就任した安倍晋三総裁も、重要ポストである党広報局長に片山を起用したり、多くの新人議員を副幹事長に就けたりするなど、新人抜擢の流れを引き継いだ。

### 風向きの変化・次期総選挙への処遇
安倍総裁誕生の後、郵政造反組復党問題が持ち上がった。郵政民営化を「大義」として当選した83会の新人議員の間では、復党に批判的な意見が多かった。
2006年11月7日、自民党本部で開かれた衆参1回生議員の研修会「日本夢づくり道場」で「塾長」としてあいさつした武部勤は「皆さんが戦った相手は抵抗勢力で改革の敵。復党問題が出ているが後戻りすることは絶対ない」と述べた。しかし武部に続いてあいさつした小泉純一郎は「政治家は常に使い捨てにされることを覚悟しないといけない。甘えちゃいけない。使い捨てが嫌なら国会議員にならない方がいい」と述べ、郵政民営化法案の造反議員の復党に反対する一部議員を牽制した。復党に反対するグループはこの翌日「復党問題を考える会」の発足を予定しており、「日本夢づくり道場」を前哨戦と位置づけていた。小泉の後ろ盾を期待していた議員のなかには、この発言に戸惑いの表情を見せた者もいた。

結局、2006年12月4日、自民党党紀委員会で平沼赳夫以外の造反議員11人の復党が全会一致で認められた。
その後で造反組である藤井孝男の参院選推薦や衛藤晟一の復党が認められた（藤井は2007年参院選当選後に復党）。
2007年7月の第21回参議院議員通常選挙での自民党大敗を受け、8月に党幹事長に就任した麻生太郎は、83会議員を副幹事長などの党役職から退けた。
2007年9月10日の党代議士会では、中川泰宏や川条志嘉が、党執行部や郵政造反組平沼赳夫の動きを「復党が自民党支持率降下の一因であるにもかかわらず、反省がない」と批判した。また、菅義偉選対総局長なども「次の衆院選には勝てる候補だけを公認する」と述べ、復党組と選挙区が重なる議員は選挙区変更も予想された。
また、9月には麻生の主導により平沼の復党が再燃したが、この動きを小泉改革の事実上の否定と受け取って反発する者も現れた。安倍が首相として内閣改造を行った際には、郵政造反復党組の森山裕と今村雅弘を副大臣に起用するなど、公然と要職へ復帰させるようになった。この時期、安倍は麻生と相談のうえで内閣改造を行ったとされ、このような麻生主導での1回生議員への待遇変更・郵政造反組の復権に関して、83会議員の不満が募った。
このような状況下で、9月12日に安倍首相が突如辞任を表明したことを受け、83会の一部議員は次期総裁に小泉純一郎前総裁の再登板を望む会を発足させ、小泉の総裁選立候補の署名を集めるなどの活動を始めたが、小泉本人は「再登板は100%ない」と否定し、福田康夫支持を表明した。
また、総裁選の候補者である麻生太郎が、上記のように、1回生議員を冷遇したり、小泉改革の否定ともとれる行動をとっていたりしたため、83会議員の中に麻生へ不快感を示す者も出てきた。さらに、福田が平沼復党に慎重論を出し、小泉の福田支持と平沼復党問題の対応から、反麻生票として福田へ投票する議員が増えたと見られている。
しかし、1回生冷遇の流れは止まらず、党総裁・首相に就任した福田は、郵政国会で小泉を強く牽制し郵政民営化法案を棄権した古賀誠を党選挙対策本部長に任命した。また、片山は党広報局長を更迭され、郵政造反復党組の野田聖子が後任に起用された。
古賀は、郵政造反組であり野中広務の後継者である田中英夫の会合への出席、郵政造反無所属議員の平沼赳夫との接触を行っている。また、古賀も、菅と同様、「次の衆院選には勝てる候補だけを公認する」とし、支持基盤の弱い83会議員を優遇しない方針を打ち出している。
こうした執行部の姿勢に対して、83会議員を中心にした新会派「新しい風」を設立した武部は、「党が公認しないのなら、彼らを応援するために自分が党を出るしかない」と離党をほのめかす発言を行っている。
2008年1月16日、森喜朗元首相が都内のホテルで講演を開き、「小泉さん（元首相）は『次（第45回衆院選）の保証など絶対誰にも言ってない』と言っていた」と、小泉元首相との会話を披露し、チルドレン達は「親」である小泉元首相から庇護を十分に受けられない現状が明らかとなった。
それぞれ北海道1区、岐阜1区からの出馬の動きを見せていた杉村太蔵、佐藤ゆかり両議員については、党本部や都道府県連が彼らを公認せず、それぞれ長谷川岳、野田聖子を公認することで決定した。このように、1回生議員の一部は、無所属での出馬や選挙区変更を余儀なくされる厳しい立場に立たされた。

### 2009年衆院選における自民党敗北
2009年8月30日に投票が行われた第45回衆議院議員総選挙においては、自民党が歴史的な敗北という結果となった。解散前の所属議員83人のうち77人が立候補したが、小選挙区で4人、比例代表で6人、合計10人のみが当選した。

### 2010年参院選での鞍替え
2010年7月の第22回参議院議員通常選挙において、自民党から5人、他の政党から4人、計9人が立候補。自民党4人と他政党1人が当選した。比例区の自民党候補では高い知名度を持つ片山さつきと佐藤ゆかりがそれぞれ1位2位で当選した。

### 2012年衆院選における自民党大勝とチルドレンの復帰
2012年12月16日の第46回衆議院議員総選挙においては、自民党が294議席を獲得し、前回選挙で落選した所属議員34人のうち32人が復帰する結果となった。総選挙後の2013年3月25日には83会として初の会合を開いており、安倍晋三首相も出席し祝辞を述べた。しかし、以降は表立った活動はなく、2017年11月30日に正式に解散した。

## 閣僚への起用
元「83会」所属議員たちのうち、当選を重ねた者は2024年10月の衆議院解散の時点で連続最多で6度の当選を数えることとなり、いわゆる「入閣適齢期」となる者が増えてきている。
「83会」出身者で初の閣僚入りを果たしたのが第3次小泉改造内閣で少子化・男女共同参画担当大臣に起用された猪口邦子で、当選1期かつ第41回総選挙で当選して僅か1か月ほどで閣僚に抜擢されている。
民主党への一時政権交代を経て政権復帰後以降では、第2次安倍内閣で連続当選を続けて当時3期目となっていた稲田朋美が規制改革担当大臣に起用された。稲田は第3次安倍第2次改造内閣でも防衛大臣に起用されている。また、2009年衆院選で落選後に参議院議員に転じた片山さつきが第4次安倍第1次改造内閣で地方創生・規制改革・男女共同参画担当大臣に起用された。
その後やや間隔が開いたが、第2次岸田内閣で若宮健嗣が消費者・食品安全・万博担当大臣に、第2次岸田第1次改造内閣で永岡桂子が文部科学大臣、第2次岸田第2次改造内閣で盛山正仁が文部科学大臣に、木原稔が防衛大臣に起用された。
2024年10月に発足した第1次石破内閣では牧原秀樹が法務大臣、阿部俊子が文部科学大臣、小里泰弘が農林水産大臣、武藤容治が経済産業大臣、平将明がデジタル・規制改革担当大臣、伊藤忠彦が復興大臣、坂井学が国家公安委員会委員長、赤澤亮正が経済財政政策担当大臣、参議院議員に転じた福岡資麿が厚生労働大臣と、「83会」出身者が9人とほぼ半数の閣僚を占めることとなった。しかし、就任直後の第50回衆議院議員総選挙では牧原、小里が現職閣僚であったが落選（伊藤は比例復活）し、形式上の民間人閣僚を経て第2次石破内閣の発足に伴い、それぞれ退任となった。第2次石破内閣では牧原の後任として鈴木馨祐が法務大臣で入閣した。

## 83会所属
以下は解散日（2017年11月30日）時点の在籍議員。

凡例
- 氏名の太字は2024年10月15日の時点で現職国会議員（衆議院解散に伴い、前職からの次期衆院選立候補者および参議院議員も含む）、†は物故者。
- 選挙区は第44回衆議院議員総選挙（2005年）で当選した時点での選挙区を基準とし、選挙区が変遷した議員は変遷も記載する。
- 回は当選回数を表す（括弧内数字は参議院での当選回数）。
- 各立候補歴の「小当」は小選挙区当選、「比当」は比例区単独当選、「重当」は比例区重複当選（比例復活）、「繰当」は比例区繰上当選、「落選」は落選、「補当」は補欠選挙で当選、「参議院」は当該選挙時は参議院議員として在職中、「死去」は当該選挙時点で死去していることを表す。また、第44回衆院選で比例代表単独もしくは重複で上位優遇を受けた候補者を「★」で表す。

| 氏名         | 読み                  | 選挙区                                           | 回   | 第44回 | 第45回     | 第46回 | 第47回 | 第48回 | 第49回 | 第50回 | 備考 |
| ------------ | --------------------- | ------------------------------------------------ | ---- | ------ | ---------- | ------ | ------ | ------ | ------ | ------ | --- |
| 飯島夕雁     | いいじま ゆかり       | 北海道10区                                       | 1    | 重当★  | 落選       | -      | -      | -      | -      | -      | 2011年夕張市長選落選 |
| 土井亨       | どい とおる           | 宮城1区                                          | 5    | 小当   | 落選       | 小当   | 小当   | 小当   | 小当   | 落選   | 元宮城県議会議員 |
| 亀岡偉民     | かめおか よしたみ     | 福島1区                                          | 5    | 小当   | 落選       | 小当   | 小当   | 重当   | 重当   | 落選   | 養父：亀岡高夫元農林水産大臣 第40回衆院選落選（旧福島1区） 第42回衆院選落選（無所属） 第43回衆院選落選（無所属の会公認） |
| 渡部篤       | わたなべ あつし       | 福島4区                                          | 1    | 重当   | 落選       | -      | -      | -      | -      | -      | 元福島県議会議員 元会津若松市議会議員 |
| 岡部英明     | おかべ ひであき       | 茨城5区                                          | 1    | 重当   | 落選       | -      | -      | -      | -      | -      | 父：岡部英男元衆議院議員 第43回衆院選落選（茨城5区） |
| 永岡桂子     | ながおか けいこ       | 茨城7区                                          | 6    | 重当   | 重当       | 重当   | 重当   | 重当   | 小当   | 重当   | 夫：永岡洋治元衆議院議員 第29代文部科学大臣 |
| 牧原秀樹     | まきはら ひでき       | 埼玉5区                                          | 5    | 重当   | 落選       | 重当   | 重当   | 重当   | 重当   | 落選   | 第109代法務大臣 |
| 中根一幸     | なかね かずゆき       | 埼玉6区                                          | 5    | 重当   | 落選       | 小当   | 重当   | 重当   | 重当   | 落選   | 元鴻巣市議会議員 |
| 新井悦二     | あらい えつじ         | 埼玉11区                                         | 1    | 重当   | 落選       | -      | -      | -      | -      | -      | 元埼玉県議会議員 |
| 田中良生     | たなか りょうせい     | 埼玉15区                                         | 5    | 重当   | 落選       | 小当   | 小当   | 小当   | 小当   | 小当   | 父：田中啓一元蕨市長 |
| 中森福代     | なかもり ふくよ       | 比例北関東→ 比例北陸信越                         | 1    | 重当   | 落選       | -      | 落選   | -      | -      | -      | 元埼玉県議会議員 2009年5月さいたま市長選立候補のため辞職 第47回は比例北陸信越単独 2017年さいたま市長選落選 |
| 藤田幹雄     | ふじた みきお         | 千葉4区→ 比例南関東                              | 1    | 重当   | 落選       | 落選   | 落選   | -      | -      | -      | 第47回は比例南関東単独 |
| 薗浦健太郎   | そのうら けんたろう   | 千葉5区                                          | 5    | 重当   | 落選       | 小当   | 小当   | 小当   | 小当   | -      | 第43回衆院選落選 2022年12月議員辞職 |
| 松本和巳     | まつもと かずみ       | 千葉7区→ 千葉6区→ 東京2区                        | 1    | 小当   | 落選       | 落選   | -      | -      | -      | -      | 祖父：松本清元松戸市長 父：松本和那元衆議院議員 第46回は千葉6区（無所属/平沼グループ） 第47回は東京2区（旧日本維新の会） |
| 林潤         | はやし じゅん         | 神奈川4区→ 和歌山2区→ 比例四国                   | 1    | 小当   | 落選       | 落選   | -      | 落選   | -      | -      | 第43回衆院選落選 第46回は和歌山2区（旧日本維新の会公認） 第47回は比例四国ブロック（自民党復党） |
| 坂井学       | さかい まなぶ         | 神奈川5区                                        | 5    | 小当   | 落選       | 小当   | 小当   | 小当   | 小当   | 小当   | 第43回衆院選落選 元内閣官房副長官（菅義偉内閣） 第102代国家公安委員会委員長 |
| 福田峰之     | ふくだ みねゆき       | 神奈川8区→ 東京5区                               | 3    | 重当   | 落選       | 重当   | 重当   | 落選   | -      | -      | 第48回は東京5区（旧希望の党公認） 2021年横浜市長選落選 |
| 山内康一     | やまうち こういち     | 神奈川9区→ 比例北関東→ 埼玉13区→ 福岡3区         | 4    | 小当   | 比当       | 比当   | 落選   | 重当   | 落選   | -      | 第45・46回は比例北関東単独（みんなの党公認） 第47回は埼玉13区（民主党公認） 第48回は福岡3区（旧立憲民主党公認） 第49回は福岡3区（立憲民主党公認） |
| 赤間二郎     | あかま じろう         | 神奈川14区                                       | 5    | 小当   | 落選       | 小当   | 小当   | 小当   | 小当   | 小当   | 元神奈川県議会議員 |
| 亀井善太郎   | かめい ぜんたろう     | 神奈川16区                                       | 1    | 補当   | 落選       | -      | -      | -      | -      | -      | 父：亀井善之元農林水産大臣 2006年10月神奈川16区補選当選 |
| 赤池誠章     | あかいけ まさあき     | 山梨1区→ 参議院比例区                            | 1(2) | 重当   | 落選       | -      | 参議院 | 参議院 | 参議院 | 参議院 | 参議院議員（2期） 第40回衆院選落選（旧山梨全県区、無所属） 第17回参院選落選（山梨選挙区、新進党公認） 第42回衆院選落選（無所属） 第23回参院選当選（比例区） 第25回参院選当選（比例区） 第27回参院選落選（比例区）                                                                                           |
| 長崎幸太郎   | ながさき こうたろう   | 山梨2区                                          | 3    | 重当   | 落選       | 小当   | 小当   | 落選   | -      | -      | 第19代山梨県知事 第45～47回は無所属 2019年山梨県知事選当選 |
| 小野次郎     | おの じろう           | 旧山梨3区→ 参議院比例区→ 比例南関東              | 1(1) | 重当   | 落選       | 参議院 | 参議院 | -      | 落選   | -      | 第22回参院選当選（比例区、みんなの党公認） 第24回参院選落選（比例区、民進党推薦） 元民進党副代表 第49回は比例南関東単独（立憲民主党公認） 元参議院議員（1期） |
| 近江屋信広   | おうみや のぶひろ     | 比例南関東→ 比例東北→ 秋田1区→ 比例北陸信越      | 1    | 比当   | 落選       | 落選   | 落選   | 落選   | -      | -      | 元自民党事務局次長 第45回は比例東北単独 2011年大館市長選落選 第46回は秋田1区（旧日本維新の会公認） 第47回は比例北陸信越単独（維新の党公認） |
| 鈴木馨祐     | すずき けいすけ       | 比例南関東→ 神奈川7区                            | 5    | 比当   | 落選       | 小当   | 小当   | 小当   | 小当   | 重当   | 第45～49回は神奈川7区 第110代法務大臣 |
| 杉村太蔵     | すぎむら たいぞう     | 比例南関東→ 参議院比例区                         | 1    | 比当   | -          | -      | -      | -      | -      | -      | 第22回参院選落選（比例区、たちあがれ日本公認） |
| 浮島敏男     | うきしま としお       | 比例南関東                                       | 1    | 比当   | 落選       | -      | -      | -      | -      | -      | 元自民党神奈川県連事務局長 |
| 石原宏高     | いしはら ひろたか     | 東京3区                                          | 5    | 小当   | 落選       | 小当   | 小当   | 小当   | 重当   | 小当   | 父：石原慎太郎元東京都知事 兄：石原伸晃元環境大臣 |
| 平将明       | たいら まさあき       | 東京4区                                          | 6    | 小当   | 重当       | 小当   | 小当   | 小当   | 小当   | 小当   | 第5代デジタル大臣 |
| 越智隆雄     | おち たかお           | 東京6区                                          | 5    | 小当   | 落選       | 小当   | 小当   | 重当   | 重当   | -      | 父：越智通雄元金融再生委員会委員長 祖父：福田赳夫元首相 第43回衆院選落選 |
| 松本文明     | まつもと ふみあき     | 東京7区                                          | 4    | 小当   | 落選       | 重当   | 重当   | 重当   | 落選   | -      | 元東京都議会議員 |
| 土屋正忠     | つちや まさただ       | 東京18区                                         | 4    | 重当★  | 落選       | 小当   | 小当   | 落選   | -      | -      | 元武蔵野市長 元武蔵野市議会議員 |
| 松本洋平     | まつもと ようへい     | 東京19区                                         | 5    | 小当   | 落選       | 小当   | 小当   | 小当   | 重当   | 重当   | 第43回衆院選落選 |
| 木原誠二     | きはら せいじ         | 東京20区                                         | 5    | 小当   | 落選       | 小当   | 小当   | 小当   | 小当   | 小当   | 元内閣官房副長官（岸田内閣） |
| 小川友一†    | おがわ ゆういち       | 東京21区                                         | 4    | 小当   | 落選       | -      | -      | -      | -      | 死去   | 元日野市議会議長 2024年1月14日死去（77歳没） |
| 猪口邦子     | いのぐち くにこ       | 比例東京→ 参議院千葉                             | 1(2) | 比当★  | -          | 参議院 | 参議院 | 参議院 | 参議院 | 参議院 | 現：参議院議員（3期） 第22・24・26回参院選当選（千葉選挙区） 初代少子化・男女共同参画担当大臣 |
| 安井潤一郎   | やすい じゅんいちろう | 比例東京→ 参議院比例区                           | 1    | 比当   | 落選       | -      | -      | -      | -      | -      | 第22回参院選落選（比例区） |
| 若宮健嗣     | わかみや けんじ       | 比例東京→ 東京5区                                | 5    | 比当   | 落選       | 小当   | 小当   | 小当   | 重当   | 落選   | 第20代消費者・食品安全担当大臣・万博担当大臣 第46～49回は東京5区 |
| 大塚拓       | おおつか たく         | 比例東京→ 埼玉9区                                | 5    | 比当   | 落選       | 小当   | 小当   | 小当   | 小当   | 落選   | 妻：丸川珠代元環境大臣 第46～49回は埼玉9区 |
| 清水清一朗   | しみず せいいちろう   | 比例東京                                         | 1    | 比当   | -          | -      | -      | -      | -      | -      | 義父：小澤潔元国土庁長官 元東京都議会議員 第42回衆院選落選（東京20区、無所属） 第43回衆院選落選（東京20区） |
| 高鳥修一     | たかとり しゅういち   | 新潟6区                                          | 5    | 重当   | 落選       | 小当   | 小当   | 小当   | 重当   | 落選   | 父：高鳥修元総務庁長官 第43回衆院選落選 |
| 北村茂男     | きたむら しげお       | 石川3区                                          | 4    | 小当   | 重当       | 小当   | 小当   | -      | -      | -      | 元石川県議会議長 |
| 稲田朋美     | いなだ ともみ         | 福井1区                                          | 6    | 小当★  | 小当       | 小当   | 小当   | 小当   | 小当   | 小当   | 第15代防衛大臣 第12代規制改革担当大臣 初代国家公務員制度担当大臣 自民党政務調査会長 |
| 長島忠美†    | ながしま ただよし     | 比例北陸信越→ 新潟5区                            | 4    | 比当★  | 比当       | 小当   | 小当   | 死去   | -      | -      | 元新潟県山古志村長→長岡市復興管理監 元山古志村議会議員 第46・47回は新潟5区 2017年8月18日在職中死去（66歳没） |
| 佐藤ゆかり   | さとう ゆかり         | 岐阜1区→ 東京5区→ 参議院比例区→ 大阪11区         | 3(1) | 重当★  | 落選       | 参議院 | 小当   | 重当   | 落選   | -      | 第45回は東京5区 第22回参院選当選（比例区） 2014年11月衆院選立候補のため参議院議員辞職 第47～49回は大阪11区 元参議院議員（1期） |
| 武藤容治     | むとう ようじ         | 岐阜3区                                          | 5    | 小当   | 落選       | 小当   | 小当   | 小当   | 小当   | 小当   | 父：武藤嘉文元外務大臣 祖父：武藤嘉一元衆議院議員 曽祖父：武藤嘉門元岐阜県知事 第31代経済産業大臣 |
| 片山さつき   | かたやま さつき       | 静岡7区→ 参議院比例区                            | 1(2) | 小当★  | 落選       | 参議院 | 参議院 | 参議院 | 参議院 | 参議院 | 元夫：舛添要一元厚生労働大臣 現：参議院議員（3期） 第5代地方創生担当大臣 第19代規制改革担当大臣 第23代男女共同参画担当大臣 第22・24・26回参院選当選（比例区） |
| 馬渡龍治     | まわたり たつはる     | 愛知3区                                          | 1    | 重当   | 落選       | -      | -      | -      | -      | -      | 第42回衆院選落選（東京15区、民主党公認） 第43回衆院選落選（神奈川4区、無所属） |
| 藤野真紀子   | ふじの まきこ         | 愛知4区                                          | 1    | 重当★  | 落選       | -      | -      | -      | -      | -      | 夫：藤野公孝元参議院議員 |
| 丹羽秀樹     | にわ ひでき           | 愛知6区                                          | 6    | 小当   | 落選→ 補当 | 小当   | 小当   | 小当   | 小当   | 小当   | 祖父：丹羽兵助元労働大臣 第43回衆院選落選（愛知6区） 2011年4月愛知6区補選当選 |
| 伊藤忠彦     | いとう ただひこ       | 愛知8区                                          | 5    | 重当   | 落選       | 小当   | 小当   | 小当   | 小当   | 重当   | 元愛知県議会議員 第17代復興大臣 |
| 土井真樹     | どい まさき           | 愛知11区                                         | 1    | 重当   | 落選       | -      | -      | -      | -      | -      | |
| 杉田元司     | すぎた もとし         | 愛知14区→ 愛知15区                               | 1    | 重当   | 落選       | 落選   | -      | -      | -      | -      | 元愛知県議会議員 2012年豊橋市長選落選 第46回は愛知15区（無所属） |
| 上野賢一郎   | うえの けんいちろう   | 滋賀1区→ 滋賀2区                                 | 5    | 小当★  | 落選       | 小当   | 小当   | 小当   | 小当   | 小当   | 第43回衆院選落選（滋賀1区） 第20回参院選落選（滋賀選挙区） 2010年滋賀県知事選落選（無所属） 第46～49回は滋賀2区 |
| 藤井勇治     | ふじい ゆうじ         | 滋賀2区                                          | 1    | 重当   | 落選       | -      | -      | -      | -      | -      | 滋賀県長浜市長（3期） 2010年長浜市長選当選 |
| 山本朋広     | やまもと ともひろ     | 京都2区→ 神奈川4区                               | 5    | 重当   | 落選       | 重当   | 重当   | 重当   | 重当   | 落選   | 第46～50回は神奈川4区 |
| 清水鴻一郎   | しみず こういちろう   | 京都3区→ 参議院比例区→ 京都6区→ 京都3区→ 京都6区 | 1    | 重当   | 落選       | 繰当   | 落選   | -      | 落選   | -      | 元京都府議会議員 第41回衆院選落選（京都6区） 2010年3月自民党除名 第22回参院選落選（比例区、みんなの党公認） 第46回は京都6区（旧日本維新の会公認） 2013年12月比例近畿繰上当選 第47回は京都3区（維新の党公認） 2020年7月自民党復党 第49回は京都6区                                                            |
| 中川泰宏     | なかがわ やすひろ     | 京都4区                                          | 1    | 重当   | 落選       | 落選   | -      | -      | -      | -      | 元京都府八木町長 元八木町議会議員 第46回は無所属 |
| 井澤京子     | いざわ きょうこ       | 京都6区→ 比例東海                                | 1    | 重当   | 落選       | -      | -      | -      | -      | 落選   | 2024年東京都議会議員補欠選挙落選（目黒区選挙区） 第50回は比例東海単独 |
| 川条志嘉     | かわじょう しか       | 大阪2区                                          | 1    | 小当   | 落選       | 落選   | -      | -      | -      | -      | 第20回参院選落選（和歌山選挙区、民主党公認） 第46回は無所属 |
| 渡嘉敷奈緒美 | とかしき なおみ       | 大阪7区                                          | 4    | 小当   | 落選       | 小当   | 小当   | 小当   | 落選   | 落選   | 元東京都杉並区議会議員 |
| 大塚高司     | おおつか たかし       | 大阪8区                                          | 4    | 小当   | 落選       | 小当   | 重当   | 小当   | -      | -      | 第43回衆院選落選 2021年2月不祥事により離党 |
| 原田憲治     | はらだ けんじ         | 大阪9区                                          | 4    | 小当   | 落選       | 重当   | 小当   | 小当   | 落選   | -      | 父：原田憲元運輸大臣 元大阪府議会議員 2006年10月大阪9区補選当選 |
| 井脇ノブ子   | いわき のぶこ         | 大阪11区                                         | 1    | 重当★  | 落選       | 落選   | -      | -      | -      | -      | 第33回衆院選落選（旧大分1区、無所属） 第17回参院選落選（和歌山選挙区、新進党公認） 第41回衆院選落選（静岡3区、新進党公認） 第18回参院選落選（静岡選挙区、旧自由党公認） 第42回衆院選落選（比例東海、旧自由党公認） 第19回参院選落選（比例区、自由党公認）                                                   |
| 盛山正仁     | もりやま まさひと     | 兵庫1区                                          | 5    | 小当   | 落選       | 小当   | 重当   | 小当   | 重当   | 落選   | 第30代文部科学大臣 |
| 関芳弘       | せき よしひろ         | 兵庫3区                                          | 5    | 小当   | 落選       | 小当   | 小当   | 小当   | 小当   | 小当   | |
| 木挽司       | こびき つかさ         | 兵庫6区                                          | 1    | 小当   | 落選       | -      | -      | -      | -      | -      | 元伊丹市議会議員 2010年川西市長選落選 |
| 鍵田忠兵衛†  | かぎた ちゅうべえ     | 奈良1区                                          | 1    | 重当   | -          | 死去   | -      | -      | -      | -      | 父：鍵田忠三郎元衆議院議員 元奈良市長 元奈良県議会議員 2009年5月奈良市長選立候補のため議員辞職 2009年奈良市長選落選 2011年奈良県議会議員選当選 2011年12月16日死去（54歳没） |
| 近藤三津枝   | こんどう みつえ       | 比例近畿                                         | 2    | 比当★  | 比当       | -      | 落選   | -      | -      | -      | |
| 矢野隆司     | やの たかし           | 比例近畿                                         | 1    | 比当   | 落選       | -      | -      | -      | -      | -      | |
| 赤澤亮正     | あかざわ りょうせい   | 鳥取2区                                          | 6    | 小当   | 小当       | 小当   | 小当   | 小当   | 小当   | 小当   | 祖父：赤沢正道元自治大臣 第30代経済財政政策担当大臣 |
| 萩原誠司     | はぎわら せいじ       | 岡山2区                                          | 1    | 重当   | 落選       | -      | -      | -      | -      | -      | 現：岡山県美作市長（4期） 元岡山市長 2010年美作市長選当選 |
| 阿部俊子     | あべ としこ           | 岡山3区→ 比例九州                                | 6    | 重当★  | 重当       | 重当   | 重当   | 小当   | 重当   | 比当   | 第48回は無所属（当選後自民党追加公認） 第31代文部科学大臣 |
| 橋本岳       | はしもと がく         | 岡山4区                                          | 5    | 重当   | 落選       | 小当   | 小当   | 小当   | 小当   | 落選   | 妻：自見英子元万博担当大臣 父：橋本龍太郎元首相 義父：自見庄三郎元郵政民営化担当大臣 祖父：橋本龍伍元厚生大臣 |
| 平口洋       | ひらぐち ひろし       | 広島2区                                          | 5    | 小当   | 落選       | 小当   | 小当   | 小当   | 小当   | 小当   | 第43回衆院選落選（広島2区、無所属の会公認） |
| 福田良彦     | ふくだ よしひこ       | 山口2区                                          | 1    | 小当   | -          | -      | -      | -      | -      | -      | 現：山口県岩国市長（5期） 元山口県議会議員 元岩国市議会議員 2008年1月岩国市長選立候補のため議員辞職 2008年岩国市長選当選 |
| 西本勝子†    | にしもと かつこ       | 比例四国                                         | 1    | 比当   | 落選       | -      | -      | -      | -      | -      | 元日高村議会議員 2025年2月2日死去（74歳没） |
| 遠藤宣彦     | えんどう のぶひこ     | 福岡1区→ 千葉6区→ 参議院比例区→ 千葉6区→ 埼玉4区 | 1    | 重当   | 落選       | 落選   | 落選   | 落選   | 落選   | -      | 第42回衆院選落選（東京5区、旧自由党公認） 第19回参院選落選（東京選挙区、自由党公認） 第43回衆院選落選（東京6区、無所属） 第46回は千葉6区（旧日本維新の会公認） 第23回参院選落選（比例区、旧日本維新の会公認） 第47回は千葉6区（次世代の党公認） 第48回は千葉6区（旧希望の党公認） 第49回は埼玉4区（無所属） |
| 福岡資麿     | ふくおか たかまろ     | 佐賀1区→ 参議院佐賀                              | 1(2) | 小当   | 落選       | 参議院 | 参議院 | 参議院 | 参議院 | 参議院 | 現：参議院議員（3期） 第43回衆院選落選（佐賀1区） 第22・24・26回参院選当選（佐賀選挙区） 第28代厚生労働大臣 |
| 広津素子     | ひろつ もとこ         | 旧佐賀3区                                        | 1    | 重当★  | 落選       | -      | -      | -      | -      | -      | 第45回はみんなの党公認 |
| 冨岡勉       | とみおか つとむ       | 長崎1区                                          | 4    | 重当   | 落選       | 小当   | 小当   | 重当   | -      | -      | 愛知15区元長崎県議会議員 |
| 木原稔       | きはら みのる         | 熊本1区                                          | 5    | 重当   | 落選       | 小当   | 小当   | 小当   | 小当   | 小当   | 第25代防衛大臣 |
| 徳田毅       | とくだ たけし         | 鹿児島2区                                        | 2    | 小当   | 小当       | 小当   | -      | -      | -      | -      | 父：徳田虎雄元衆議院議員 元自由連合代表 第44回は無所属（民主党推薦） 2006年12月自民党入党 2013年親族選挙違反のため離党、2014年2月議員辞職 （徳洲会事件） |
| 小里泰弘     | おざと やすひろ       | 鹿児島4区→ 鹿児島3区                             | 6    | 小当   | 小当       | 小当   | 小当   | 小当   | 重当   | 落選   | 父：小里貞利元労働大臣 第48・49回は鹿児島3区 第70代農林水産大臣 |
| 安次富修     | あしとみ おさむ       | 沖縄2区                                          | 1    | 重当   | 落選       | -      | -      | -      | -      | -      | 元沖縄県議会議員 元宜野湾市議会議員 2010年宜野湾市長選落選 |

※なお、第44回衆院選に立候補し、のちに繰り上げ当選となった大高松男、泉原保二については83会への入会有無は確認できない。